# Albioriks (luna)
Albioriks  je progradni nepravilni naravni satelit (luna) Saturna.

## Odkritje in imenovanje
Luno Albioriks je odkril v letu 2000 Holman s sodelavci . Njeno začasno ime je bilo S/2000 S 11. Uradno ime je dobila leta 2003 po velikanu Albioriksu iz keltske mitologije.

## Lastnosti
Luna Albioriks ima premer okoli 32 km. Kroži okroži Saturn na poprečni razdalji 16,182.000 km, obkroži pa ga v 783 dneh. Je največja članica Galske skupine Saturnovih satelitov.
Na površini je Albioriks svetlordeče barve (barvni indeks R-V=0,89, R-V = 0,50).  Gostota je okoli 2,3 g/m3, kar je precej več kot pri drugih Saturnovih lunah. To kaže na to, da je v glavnem sestavljena iz vodnega ledu in delno iz silikatnih kamnin.
Vsi sateliti iz Galske skupine imajo podobne elemente tirnic in fizikalne lastnosti. Zaradi tega se predvideva, da imajo vsi skupni izvor oziroma, da so nastali z razpadom večjega nebesnega telesa.
Ker se barva lune Albioriks rahlo spreminja, se predvideva, da ima na površini večji krater. Ta pojav vodi do druge hipoteze, ki pravi, da sta luni Eriapo in Tarvos odletela s površine Albioriksa ob trku z drugim nebesnim telesom.